# IC 3747
IC 3747 је појединачна звијезда у сазвјежђу Ловачки пси која се налази на листи објеката дубоког неба у Индекс каталогу.
Деклинација објекта је + 37° 58' 7" а ректасцензија 12h 45m 34,5s.